# ساندرو كورتيز
ساندرو كورتيز (بالألمانية: Sandro Cortese) مواليد 6 يناير 1990 في أوكسنهاوزن، ألمانيا الغربية، هو متسابق دراجات نارية ألماني. نافس في سباقات بطولة العالم لفئة 125 سي سي.

## البطولات
- بطولة العالم للموتو 3 2012

## روابط خارجية
- ساندرو كورتيز على موقع MotoGP.com (الإنجليزية)
- ساندرو كورتيز على موقع WorldSBK.com (الإنجليزية)
- ساندرو كورتيز على موقع AS.com (الإسبانية)